# 가노마타촌
가노마타촌(鹿又村)은 일본 1955년까지 미야기현 모노군 중부에 있던 촌이다. 현재의 이시노마키시에 해당한다.

## 역사
- 1889년 4월 1일 - 정촌제 시행에 수반해 구 가노마타촌 단독으로 촌제를 시행하였다.
- 1955년 3월 21일 - 기타촌, 스에촌, 히로부치촌, 마에야치촌과 합병해, 가난정이 되었다.

## 교통

### 철도
- 국철 이시노마키 선